# Соборная мечеть (Барнаул)

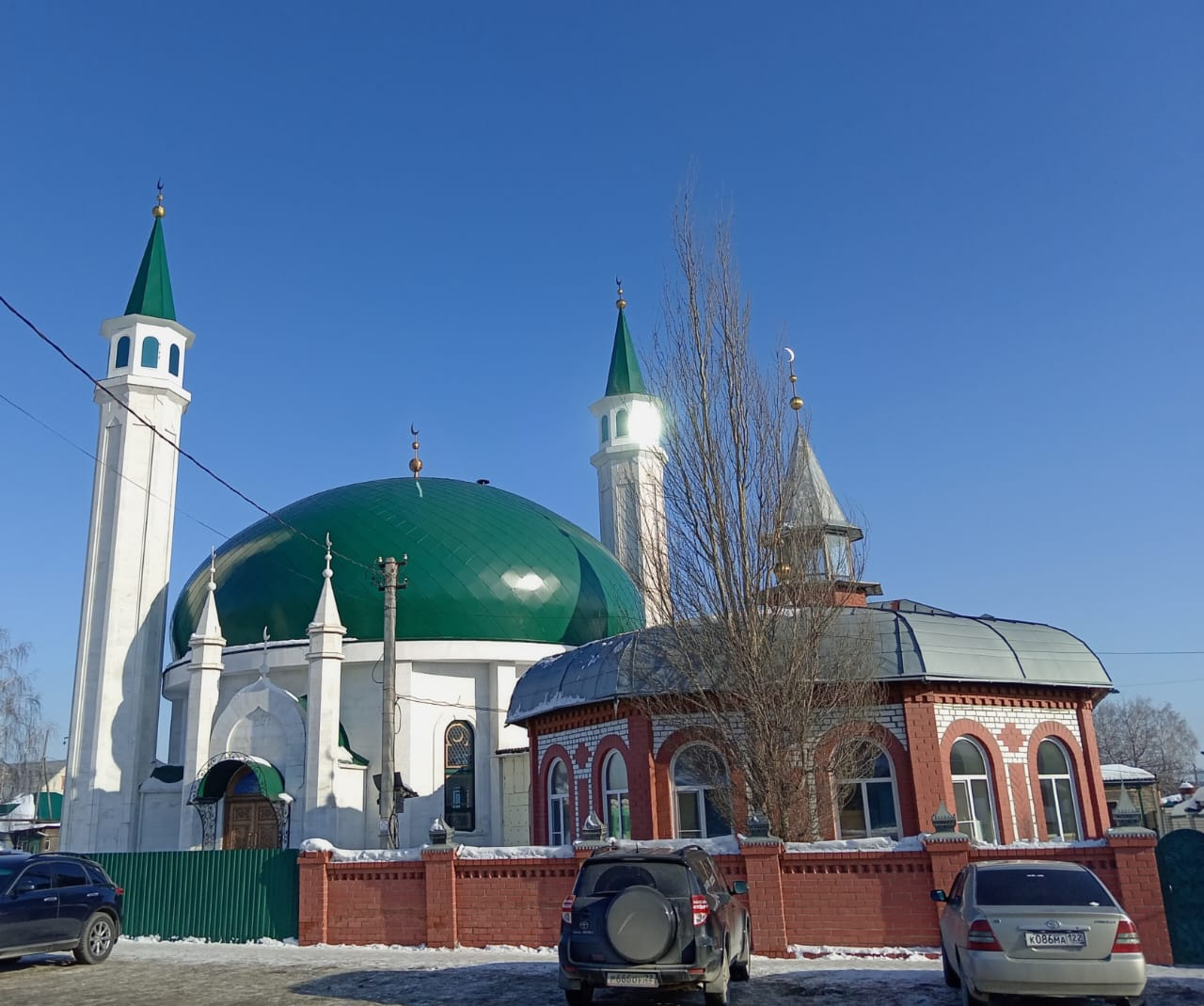

Соборная мечеть Барнаула — культовое сооружение, расположенное в Барнауле по адресу улица Матросова, № 163.
Мечеть и мусульманская школа, действовавшие в Барнауле до 1917 года, были закрыты после революции. После распада СССР у верующих появилась возможность постройки новой мечети. Строительство велось в 1998—2001 годах, регулярные пятничные молитвы начали проводиться в августе 2000 года.
В 2012 году к зданию были пристроены новая часть с 5-метровым куполом и два 25-метровых минарета. Сооружения соединяются между собой небольшим переходом-галереей. Неподалёку расположено двухэтажное административное здание и помещение для омовений.